# Sercan Sararer
Sercan Sararer-Osuna (* 27. November 1989 in Nürnberg) ist ein deutscher Fußballspieler. Der bevorzugt im rechten Mittelfeld eingesetzte Spieler, der neben der deutschen auch die spanische und türkische Staatsangehörigkeit besitzt, stand zwölfmal für die türkische A-Nationalmannschaft auf dem Platz.

## Herkunft und Familie
Sararer wurde in Nürnberg geboren und wuchs in Röthenbach an der Pegnitz auf. Sein Vater ist Türke, seine Mutter Spanierin. Der Großteil seiner Familie lebt in Málaga in Andalusien. Er ist ledig und hat eine Tochter.

## Karriere

### Vereinskarriere
Sararer spielte für den 1. FC Röthenbach, bis er 2000 in die C-Jugend der SpVgg Greuther Fürth wechselte. Dort durchlief er alle Jugendmannschaften. Von 2006 bis 2008 bestritt er für die SpVgg Greuther Fürth II 31 Spiele in der Bayernliga und stieg 2008 mit der Mannschaft in die Regionalliga Süd auf. 2008 unterschrieb er seinen ersten Profivertrag bei der SpVgg Greuther Fürth und gab am 19. Oktober 2008 gegen den TSV 1860 München sein Profidebüt. Sein erstes Tor in der 2. Bundesliga erzielte er am 16. Spieltag im Spiel gegen den 1. FSV Mainz 05 zum Fürther Sieg.
Am 1. Februar 2013 unterzeichnete Sararer beim VfB Stuttgart einen bis Ende Juni 2017 datierten Vertrag, dessen Laufzeit am 1. Juli 2013 nach dem Ablauf seines Vertrages in Fürth begann. Zur Saison 2015/16 wechselte er zu Fortuna Düsseldorf. Sein Vertrag wurde am 22. Juni 2016 aufgelöst. Am 23. Juni 2016 kehrte er mit einem Zweijahresvertrag zur SpVgg Greuther Fürth zurück.
Nachdem der Vertrag mit Fürth zum Ende der Zweitligasaison 2017/18 ausgelaufen war, war Sararer zunächst vereinslos. Am 5. Dezember 2018 unterschrieb er einen Vertrag beim Drittligisten Karlsruher SC bis zum Ende der Saison 2018/19. Dort gab er am 2. Februar 2019, dem 22. Spieltag, sein Pflichtspieldebüt, als er kurz vor Spielende beim 3:1-Sieg gegen den SC Fortuna Köln für Burak Çamoğlu eingewechselt wurde. Insgesamt absolvierte er neun Ligaeinsätze für Karlsruhe und stieg am Saisonende mit dem Verein in die Zweite Bundesliga auf.
Zum 1. Januar 2020 wurde Sararer vom Regionalligisten Türkgücü München verpflichtet. Er stieg mit der Mannschaft nach der wegen der COVID-19-Pandemie abgebrochenen Saison in die 3. Liga auf.
Nachdem er aufgrund der Insolvenz von Türkgücü München ohne Verein gewesen war, schloss er sich zum Januar 2023 dem KSV Hessen Kassel an.

### Nationalmannschaft

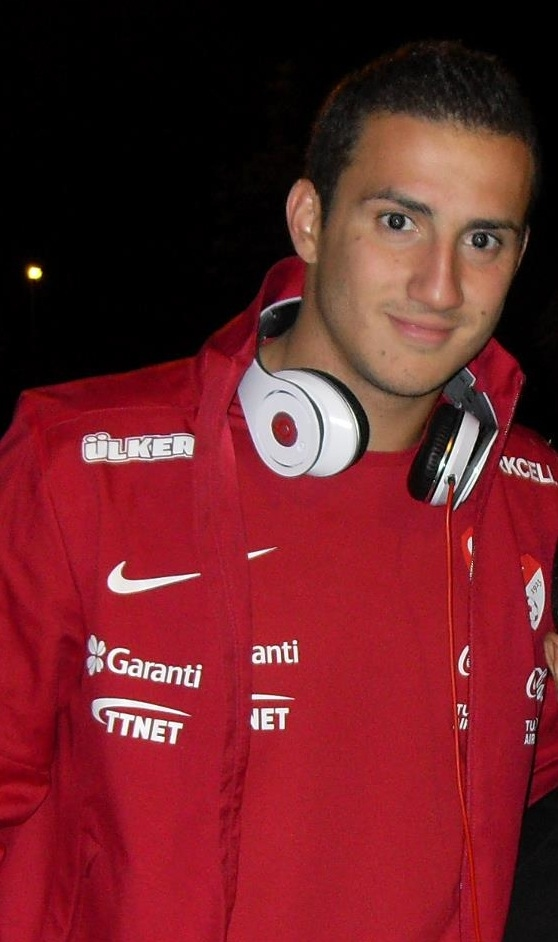
Sercan Sararer bei der türkischen Nationalmannschaft

Am 15. Mai 2012 wurde Sararer vom türkischen Nationaltrainer Abdullah Avcı in den Kader der türkischen Nationalmannschaft berufen. Er gab sein Debüt am 24. Mai 2012 beim 3:1-Sieg im Freundschaftsspiel gegen Georgien.